# St. Maria Schmerzhafte Mutter (Unterbruch)
Koordinaten: 51° 4′ 27″ N, 6° 7′ 41″ O
Die Kirche St. Maria Schmerzhafte Mutter befindet sich im Ortsteil Unterbruch der Stadt Heinsberg in Nordrhein-Westfalen.

## Lage

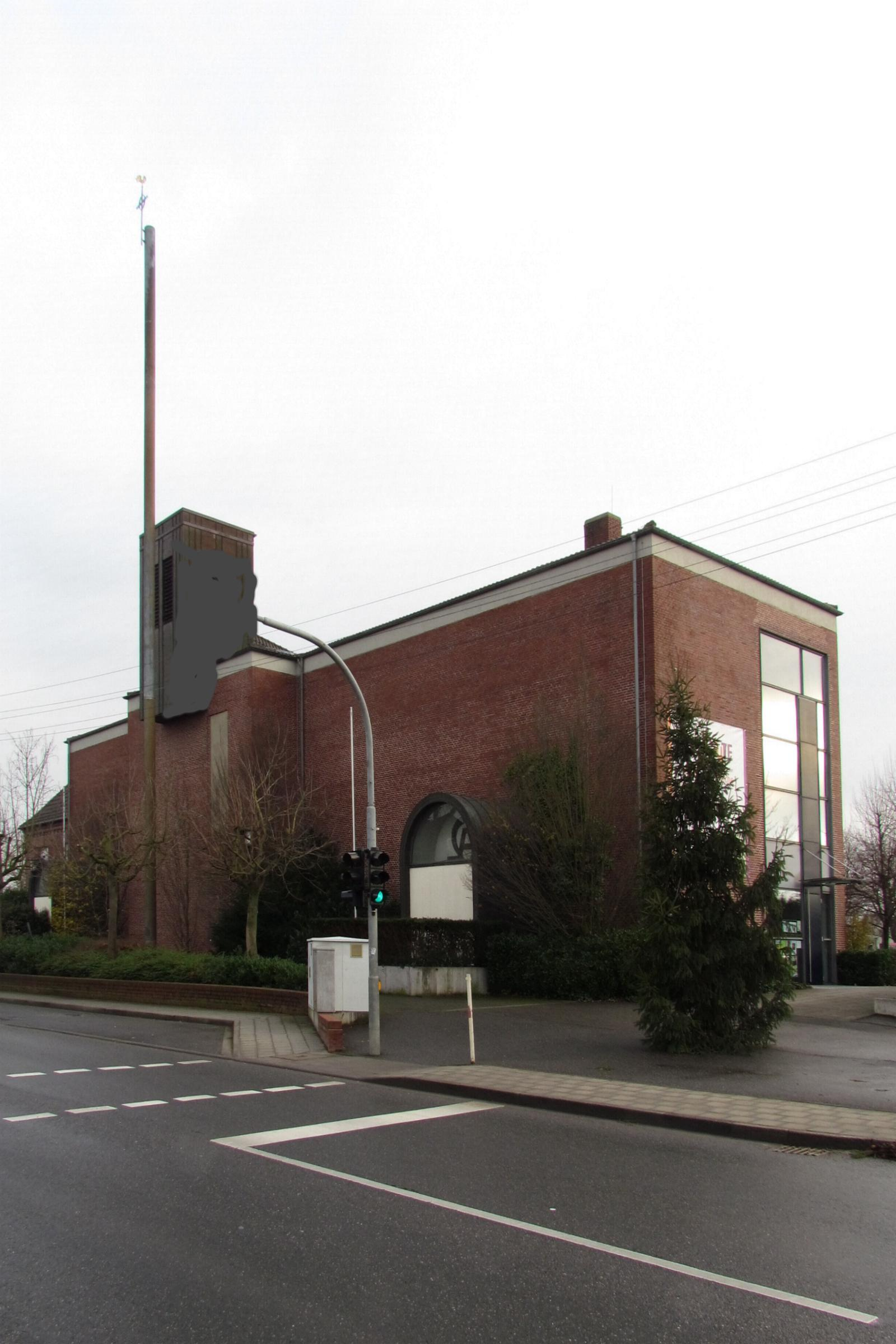
Neubauansicht von St. Maria Schmerzhafte Mutter

Die Kirche steht an der Wassenberger Straße 79, der Bundesstraße 221 die von Wassenberg nach Heinsberg führt.

## Geschichte
In den Jahren 1869/71 baute man nach den Plänen von Matthias Klein aus Horster-Schelsen eine neue Kirche. Am 22. November 1906 wurde Unterbruch zur Pfarre erhoben. Nach dem Zweiten Weltkrieg wurde die Kirche zu klein und 1961/62 durch einen Erweiterungsbau vergrößert. Am 27. Oktober 1962 erfolgte die Weihe der Kirche.
Mit anderen Pfarrgemeinden bildet St. Maria Schmerzhafte Mutter heute die Gemeinschaft der Gemeinden (GdG) Heinsberg-Waldfeucht im Bistum Aachen.

## Architektur
Die ursprüngliche Kirche von 1871 wurde als dreischiffige Backstein-Basilika mit einer Apsis erbaut. Der Erweiterungsbau von 1961 wurde als Querhaus an die geöffnete Giebelwand gesetzt. Den Altarraum verlegte man dabei von der Südapsis in den Schnittpunkt zwischen Alt- und Neubau. Die Bauplanung lag in der Hand von Architekt Wilhelm Andermahr aus Wassenberg.

## Ausstattung
- In der Kirche ein Vesperbild aus dem 15. Jahrhundert in Holz, Höhe 69,5 cm, Breite 41,5 cm, Tiefe 29 cm.[1]
- Die Orgel mit 45 Registern und elektrischer Traktur aus dem Jahr 1967 wurde von der Firma Heinz Wilbrand aus Übach-Palenberg gebaut. Es war die erweiterte Orgel der evangelischen Kirche Düren aus 1956 des Willi Peter aus Köln-Mülheim. Die Orgel wurde zu einem unbekannten Zeitpunkt durch eine zweimanualige elektronische Orgel der Fa. Ahlborn ersetzt. Der Verbleib der Peter-/Wilbrand-Orgel ist nicht dokumentiert.
- Im Kirchturm befinden sich vier Glocken aus dem Jahr 1990.[2]
- Die Kirche besitzt eine Buntverglasung.[3]
- In der Kirche stehen ein Altar, ein Tabernakel, und mehrere Heiligenfiguren.

## Glocken
Im außergewöhnlichen Turm der katholischen Kirche hängt ein vierstimmiges Bronzegeläute.
| Name      | Schlagton | Gießer                        | Gussjahr |  |
| --------- | --------- | ----------------------------- | -------- |  |
| 1. Glocke | f¹        | Fa. Petit und Gebr. Edelbrock | 1990     |  |
| 2. Glocke | a¹        | Fa. Petit und Gebr. Edelbrock | 1990     |  |
| 3. Glocke | c²        | Fa. Petit und Gebr. Edelbrock | 1990     |  |
| 4. Glocke | d²        | Fa. Petit und Gebr. Edelbrock | 1990     |  |

Motiv: „Salve Regina“